# Caisse d'Epargne 2007
Questa voce raccoglie le informazioni riguardanti la Caisse d'Epargne nelle competizioni ufficiali della stagione 2007.

## Stagione
La squadra ciclistica spagnola Caisse d'Epargne partecipò, nella stagione 2007, alle gare del circuito UCI ProTour.

## Organico

### Staff tecnico
TM=General manager; DS=Direttore sportivo.
|  | Naz.              | Ruolo | Sportivo              |  |  |  |
|  | ----------------- | ----- | --------------------- |  |  |  |
|  | Spagna (bandiera) | TM    | José Miguel Echavarri |  |  |  |
|  | Spagna (bandiera) | DS    | Eusebio Unzué         |  |  |  |
|  | Spagna (bandiera) | DS    | José Luis Jaimerena   |  |  |  |
|  | Spagna (bandiera) | DS    | Alfonso Galilea       |  |  |  |

### Rosa
|  | Naz.               |  | Sportivo            | Anno |  |  |
|  | ------------------ |  | ------------------- | ---- |  |  |
|  | Spagna (bandiera)  |  | David Arroyo        | 1980 |  |  |
|  | Francia (bandiera) |  | Éric Berthou        | 1980 |  |  |
|  | Francia (bandiera) |  | Florent Brard       | 1976 |  |  |
|  | Russia (bandiera)  |  | Vladimir Efimkin    | 1981 |  |  |
|  | Spagna (bandiera)  |  | Imanol Erviti       | 1983 |  |  |
|  | Italia (bandiera)  |  | Marco Fertonani     | 1976 |  |  |
|  | Spagna (bandiera)  |  | José Vicente García | 1972 |  |  |
|  | Spagna (bandiera)  |  | José Iván Gutiérrez | 1978 |  |  |
|  | Spagna (bandiera)  |  | Joan Horrach        | 1974 |  |  |
|  | Russia (bandiera)  |  | Vladimir Karpec     | 1980 |  |  |
|  | Spagna (bandiera)  |  | Pablo Lastras       | 1976 |  |  |
|  | Spagna (bandiera)  |  | David López García  | 1981 |  |  |
|  | Spagna (bandiera)  |  | Alberto Losada      | 1982 |  |  |
|  | Russia (bandiera)  |  | Aleksej Markov      | 1979 |  |  |
|  | Spagna (bandiera)  |  | Óscar Pereiro       | 1977 |  |  |
|  | Spagna (bandiera)  |  | Aitor Pérez         | 1977 |  |  |
|  | Spagna (bandiera)  |  | Francisco Pérez     | 1978 |  |  |
|  | Francia (bandiera) |  | Mathieu Perget      | 1984 |  |  |
|  | Spagna (bandiera)  |  | Rubén Plaza         | 1980 |  |  |
|  | Francia (bandiera) |  | Nicolas Portal      | 1979 |  |  |
|  | Francia (bandiera) |  | Sébastien Portal    | 1982 |  |  |
|  | Spagna (bandiera)  |  | Vicente Reynés      | 1981 |  |  |
|  | Spagna (bandiera)  |  | Joaquim Rodríguez   | 1985 |  |  |
|  | Spagna (bandiera)  |  | José Joaquín Rojas  | 1985 |  |  |
|  | Spagna (bandiera)  |  | Luis León Sánchez   | 1983 |  |  |
|  | Spagna (bandiera)  |  | Alejandro Valverde  | 1980 |  |  |
|  | Spagna (bandiera)  |  | Constantino Zaballa | 1978 |  |  |
|  | Spagna (bandiera)  |  | Xabier Zandio       | 1977 |  |  |

## Palmarès

### Corse a tappe
- Challenge de Mallorca

Classifica finale (Luis León Sánchez)
- Tour Méditerranéen

1ª tappa (cronosquadre)
Classifica generale (José Iván Gutiérrez)
- Volta Ciclista a Catalunya

1ª tappa (cronosquadre)
Classifica generale (Vladimir Karpec)
- Euskal Bizikleta

2ª tappa, parte a (Vladimir Efimkin)
3ª tappa (Constantino Zaballa)
Classifica generale (Constantino Zaballa)
- Vuelta a España

4ª tappa (Vladimir Efimkin)
- Eneco Tour

6ª tappa (Pablo Lastras)
Classifica generale (José Iván Gutiérrez)
- Tour de Suisse

Classifica generale (Vladimir Karpec)
- Volta ao Alentejo

3ª tappa, parte b (Vladimir Karpec)
- Vuelta a Castilla y León

1ª tappa (Vladimir Karpec)
- Vuelta a La Rioja

2ª tappa (Vladimir Karpec)
Classifica generale (Rubén Plaza)
- Deutschland Tour

5ª tappa (David López García)
- Paris-Nice

6ª tappa (Luis León Sánchez)
- Clásica Internacional de Alcobendas y Villalba

3ª tappa (Alejandro Valverde)
- Vuelta a Burgos

4ª tappa (Alejandro Valverde)
- Volta a la Comunitat Valenciana

Classifica generale (Alejandro Valverde)
- Vuelta a Murcia

1ª tappa (José Joaquín Rojas)
4ª tappa (Alejandro Valverde)
Classifica generale (Alejandro Valverde)

### Corse in linea
- Circuito de Getxo (Vicente Reynes)
- Trofeo Alcúdia (Vicente Reynes)
- Klasika Primavera (Joaquim Rodríguez)
- Prueba Villafranca de Ordizia (Joaquim Rodríguez)

### Campionati nazionali
- Campionato spagnolo: 1

Cronometro (José Iván Gutiérrez)
In linea (Joaquim Rodríguez)

## Classifiche UCI

### UCI ProTour
Individuale
Piazzamenti dei corridori della Caisse d'Epargne nella classifica dell'UCI ProTour 2007.
| Pos. | Ciclista            | Punti |
| ---- | ------------------- | ----- |
| 4    | Alejandro Valverde  | 190   |
| 10   | Vladimir Karpec     | 145   |
| 28   | David López García  | 71    |
| 33   | Vladimir Efimkin    | 65    |
| 42   | José Iván Gutiérrez | 54    |
| 54   | Luis León Sánchez   | 42    |
| 73   | David Arroyo        | 31    |
| 74   | Óscar Pereiro       | 31    |
| 82   | Pablo Lastras       | 23    |
| 90   | José Joaquín Rojas  | 16    |
| 115  | Joaquim Rodríguez   | 9     |
| 148  | Francisco Pérez     | 6     |
| 158  | Vicente Reynés      | 5     |
| 169  | Imanol Erviti       | 4     |
| 171  | Aleksej Markov      | 4     |
| 172  | Florent Brard       | 4     |
| 173  | Nicolas Portal      | 4     |
| 205  | Constantino Zaballa | 2     |
| 207  | Joan Horrach        | 2     |

Squadra
La Caisse d'Epargne chiuse in terza posizione con 337 punti.